# Tempo
 Ovo je glavno značenje pojma Tempo. Za druga značenja pogledajte Tempo (razdvojba).
U glazbenoj terminologiji, tempo (tal.: "vrijeme") je brzina izvođenja kakva glazbenog djela. Tempo je vrlo važan element svake skladbe, jer bitno utječe na težinu izvođenja i karakter djela, ali i na doživljaj slušatelja.

## Tko održava tempo u izvedbi
Ovisno o tome tko izvodi djelo, o tempu će se brinuti dirigent kod orkestralnog djela, tzv. ritam-sekcija odn. izvođači koji sviraju ritamska glazbala u djelima popularne glazbe (posredno, u smislu da je ritam baziran na tempu te da ostali članovi ansambla taj ritam koriste za sinkronizaciju svojih izvedbi), ili sam izvođač-solist, ako djelo izvodi samostalno.

## Tradicionalno označavanje tempa
Iako su u nekim djelima oznake tempa navedene na materinjem jeziku skladatelja, većina ih ipak rabi talijanske nazive. U nastavku su oznake koje se najčešće mogu naći u partiturama:
- Largo – Vrlo sporo
- Adagio – Sporo
- Andante – Umjereno brzo (doslovno bi se moglo prevesti kao "Hodajući")
- Moderato – Srednje brzo
- Allegro – Brzo (doslovno prevedeno "Veselo, radosno")
- Presto – Vrlo brzo

Osim spomenutih oznaka, skladatelji znaju koristiti i riječ koja daje smjernicu o načinu izvođenja djela, pa su tako u uporabi neke od sljedećih riječi:
- vivo – živo
- mesto – tužno
- cantabile – pjevno
- animato – uzbuđeno

Promjenu tempa u djelu skladatelji često označavaju dodatnim uputama, primjerice:
- accelerando – ubrzavanje
- ritardando – usporavanje

## Označavanje brojem otkucaja u minuti
Sredinom 19. stoljeća izmišljen je metronom koji je skladateljima dao precizniji način za označavanje tempa. Skladatelji tako mogu odrediti koja je vrsta note doba, tj. osnovna mjerna jedinica tempa, te koliko će puta ista "otkucati" u minuti (taj broj direktno utječe na brzinu izvođenja djela). Tako bi, primjerice, oznaka ♩=90 odredila tempo od 90 četvrtinki tj. otkucaja (doba) u minuti. U praksi se, međutim, još uvijek često rabi tradicionalni, opisni način označavanja tempa riječima.